# Super Eurobeat
Super Eurobeat (japonais : スーパー ユーロビート, abrégé : SEB) est une série de compilations musicales japonaise axée eurobeat. Cette série, composée d'un total de 250 volumes sortis en septembre 2018, est l'une des plus longues séries de compilations au monde. 
À l'origine, Time Records, Flea Records et Discomagic étaient les seuls labels à faire apparaître les albums. La série est lancée pendant huit volets au label Beat Freak, puis change pour Avex. Les dix premiers volets Super Eurobeat sont principalement axés italo disco, un genre musical différent de l'eurobeat actuel.

## Histoire
À la suite du transfert de la série Super Eurobeat au label Avex Trax, les albums sont commercialisés mensuellement. En 1994, les huit premiers opus de Super Eurobeat sont réédités puis distribués par Avex Trax. En 2012, un album est présenté en guise de liste pour le jeu Hatsune Miku: Project DIVA. Après une année sans sorties officielles en 2012, Avex Trax change le rythme des sorties. Au 221e volume en 2013, les compilations paraissent tous les deux mois.

## Fin
Plusieurs compositeurs et producteurs pour la série Super Eurobeat révèlent que le 250ème volume sera le dernier.